# Strużanka
Strużanka (Strużka) – struga, prawy dopływ Iłżanki o długości 17,63 km i powierzchni zlewni 61,99 km².
Struga wypływa na północny zachód od wsi Wólka Dąbrowska w województwie mazowieckim, gminie Ciepielów. Płynie na wschód, przepływa pod drogą krajową nr 79. Potem mija miejscowości: Katarzynów i Wólka, a po minięciu wsi Baranów wpada do Iłżanki.